# Ryoko Takara
Ryoko Takara (高良 亮子 Takara Ryoko?), född 9 april 1990, är en japansk tidigare fotbollsspelare.
Ryoko Takara spelade 3 landskamper för det japanska landslaget.